# Дмитриевская Слобода
Дмитриевская Слобода (Дми́триева Слобода́) — село Муромского района Владимирской области Российской Федерации. С 2006 года входит в состав городского округа Муром.

## История
В старину эта слобода была населена «ямскими охотниками» и называлась Ямской Глядячей слободой. В окладных книгах 1676 года есть сведения о церкви Димитрия Селунского в слободе, дворов было 75. В XVIII столетии в слободе было две деревянных церкви: во имя Святого Димитрия Селунского и Пресвятой Троицы. Вместо этих двух деревянных церквей в 1808 году на средства Муромского купца Михаила Елина построен был каменный храм. Престолов в храме было два: главный во имя Превсятой Троицы, в приделе теплом во имя святого великомученика Димитрия Селунского. В конце XIX века приход состоял из одной Дмитриевской слободы, в которой по клировым ведомостям числилось 138 дворов, 444 мужчины и 518 женщин. В слободе имелась церковно-приходская школа, учащихся в 1895 году было 42. В годы Советской Власти церковь была полностью разрушена.
В XIX и первой четверти XX века слобода входила в состав Ковардицкой волости Муромского уезда.
С 1929 года село являлось центром Дмитриевско-Слободского сельсовета Муромского района, с 2005 года — в составе городского округа Муром.

## Население
| 1859 | 1897  | 1905 | 1926  | 2002  | 2010  | 2021  |
| ---- | ----- | ---- | ----- | ----- | ----- | ----- |
| 695  | ↗1681 | ↘982 | ↗1628 | ↘1263 | ↗1381 | ↘1197 |

## Экономика
В селе находится предприятие легкой промышленности — ОАО «Муромлен» (тел. факс (8-49234) 3-36-55
602200, Владимирская обл., Муромский р-н, с. Дмитриевская Слобода, 8), а также предприятие — «Муроммежхозлес» (тел. (8-49234) 2-17-93 602209, Владимирская обл., Муромский р-н, с. Дмитриевская Слобода, ул. Механизаторов, 46а вывоз древесины, пиломатериалы, паркет).

## Известные уроженцы и жители
В селе родились:
- Быков, Михаил Иванович (1903—1940) — Герой Советского Союза.
- Бочкарёв, Михаил Васильевич (р. 1917) — советский врач-интернист, доктор медицинских наук (1971), профессор (1973).